# Minimax (televiziune)
Minimax este un canal central-european de desene animate. Acesta a început să transmită desene în Ungaria (începând cu data de 6 decembrie 1999), România și Republica Moldova (începând cu data de 1 iunie 2001), în Slovacia (începând cu data de 23 decembrie 2003), și în Cehia (începând cu data de 15 septembrie 2004). 
În Ungaria, din luna decembrie 2004, Minimax a început să împartă spațiul liber cu Anime+, iar din luna iulie 2007 a început să împartă spațiul liber cu Animax, după ce se termina Minimax la ora 8 seara, măsură luată și pentru varianta românească a canalului, începând din anul 2001, anul lansării sale, până în anul 2015.
Alte programe care au împărțit spațiul după ora 8 cu Minimax, au fost: MusicMax (videoclipuri muzicale), Action+ (Filme de Acțiune), Anime+ (Seriale Anime-uri), Animax (Seriale Anime-uri și Emisiuni de Divertisment), și C8 (pentru adolescenți).
La data de 4 noiembrie 2008, postul de televiziune Minimax a lansat în România revista Minimax Magazin.
Începând cu data de 1 ianuarie 2016, Minimax transmite în România 24 de ore din 24 în tot cursul săptămânii, urmând să difuzeze seriale noi și o diversitate de programe. Minimax este orientat către copii cu vârste cuprinse între 2 și 14 ani.
La data de 1 iulie 2021, canalul Minimax a schimbat noul logo în Ungaria.
La data de 1 august 2021, canalul Minimax si-a schimbat noul logo și ident-urile în România, Cehia, Serbia și Slovenia.

## Istorie:
Minimax a fost lansat pe 16 aprilie 1999, în Polonia, care era deținută compania de Canal+ Cyfrowy.
La data de 1 august 1999, GameOne a început să partajeze cu Minimax Polonia și a rulat între orele 20:00 și 12:00.
La data de 6 decembrie 1999, canalul Minimax a fost lansat în Ungaria și a rulat între orele 6:00 și 20:00.
Începând cu data de 17 mai 2001, canalul Minimax a fost lansat în teste, în România și în Republica Moldova.
La data de 1 iunie 2001, canalul Minimax a fost lansat în România și în Republica Moldova.
În anul 2001, Minimax a început să partajeze în timp cu MusicMax.
La data de 27 august 2001, ITV Hungary a ocupat locul lui GameOne.
La data de 1 septembrie 2001, GameOne Polonia a fost înlocuită de Hyper+ și a continuat să partajeze cu Minimax Polonia.
În anul 2003, canalul Minimax a fost lansat în Slovacia.
La data de 15 septembrie 2003, m+ a luat locul lui GameOne, iar câțiva ani mai târziu, GameOne își desfășoară activitatea în Franța și a fost achiziționată de Viacom International Media Networks (care deține canalele Nickelodeon, MTV și Comedy Central).
Începând cu luna octombrie 2003, canalul Action+ a fost lansat în teste, în România.
La data de 15 noiembrie 2003,  Action+ (sau pur și simplu A+ Action) a început să partajeze în timp cu Minimax, înlocuind MusicMax .
La data de 1 iulie 2004, canalul Minimax a oferit un aspect actualizat și nou care nu a mai fost folosit în Polonia sau în Spania.
La data de 4 septembrie 2004, m+ a fost redenumit în Cool TV și a fost separat de Minimax începând cu data de 6 decembrie 2003.
La data de 15 septembrie 2004, canalul Minimax a fost lansat în Republica Cehă, unde a înlocuit un canal similar numit Supermax, însă câțiva suporteri Supermax care au fost deranjați de înlocuire și au declarat că Supermax oferă programe mai mature. Minimax a difuzat anterior mai multe emisiuni cu conținut non-preșcolar în Polonia, în Ungaria și în Spania.
Feed-ul polonez al Minimax a fost închis pe 16 octombrie 2004 și a fost înlocuită cu ZigZap, (ulterior a fost redenumit în Teletoon+ pe 1 octombrie 2011); astfel Hyper+ a fost relansat ca un canal separat.
La data de 4 decembrie 2004,  Anime+ (sau pur și simplu A+ Anime) a început să partajeze în timp cu Minimax, înlocuind m+ în Ungaria, și Action+ în România.
La data de 6 septembrie 2006, Sony Pictures Television International a achiziționat Anime+ și a procedat în mod similar cu canalul de televiziune latină-americană Locomotion.
În anul 2007, Chellomedia (acum cunoscută sub numele de AMC Networks International) a achiziționat canalul Minimax și a fost lansat la data de 17 iunie 2007, în Serbia, în Muntenegru, în Bosnia și Herțegovina și în Macedonia.
La data de 2 iulie 2007, Animax a înlocuit Anime+ și a fost partajat în timp cu Minimax.
La data de 4 noiembrie 2008, postul de televiziune Minimax a lansat în România revista Minimax Magazin.
La data de 23 martie 2013, canalul Minimax a schimbat noul logo trecând la varianta 3D și la formatul 16:9.
La data de 31 martie 2014, Animax a fost închis, iar C8 a înlocuit Animax pe 1 aprilie 2014 în Ungaria și pe 5 mai 2014 în România, în Republica Cehă și în Slovacia.
La data de 31 decembrie 2015, C8 a fost închis în România, astfel că Minimax rulează acum 24 de ore în România, dar C8 continuă emisia în Ungaria, Cehia și Slovacia, iar apoi încetează mai târziu.
Începând cu data de 1 ianuarie 2016, Minimax transmite în România 24 de ore din 24 în tot cursul săptămânii, urmând să difuzeze seriale noi și o diversitate de programe. Minimax este orientat către copii cu vârste cuprinse între 2 și 14 ani.
La data de 31 decembrie 2017, C8 a fost închis în Ungaria, Cehia și Slovacia, iar Minimax rulează acum 24 de ore și în cele 3 țări.
Începând cu data de 1 ianuarie 2018, Minimax transmite în Ungaria, Cehia, și Slovacia 24 de ore din 24 în tot cursul săptămânii, urmând să difuzeze seriale noi și o diversitate de programe. Minimax este orientat către copii cu vârste cuprinse între 2 și 14 ani.
Până la sfârșitul anului 2019, a fost anunțat că Minimax și alte canalele de la AMC vor fi scoase din grila DIGI.  La data de 31 decembrie 2019, AMC a dat o decizie de ultima oră că va continua să difuzeze canalele de la AMC.
La data de 1 iulie 2021, canalul Minimax a schimbat noul logo în Ungaria.
La data de 1 august 2021, canalul Minimax si-a schimbat noul logo și ident-urile în România, Cehia, Serbia și Slovenia.